# 俳聖殿

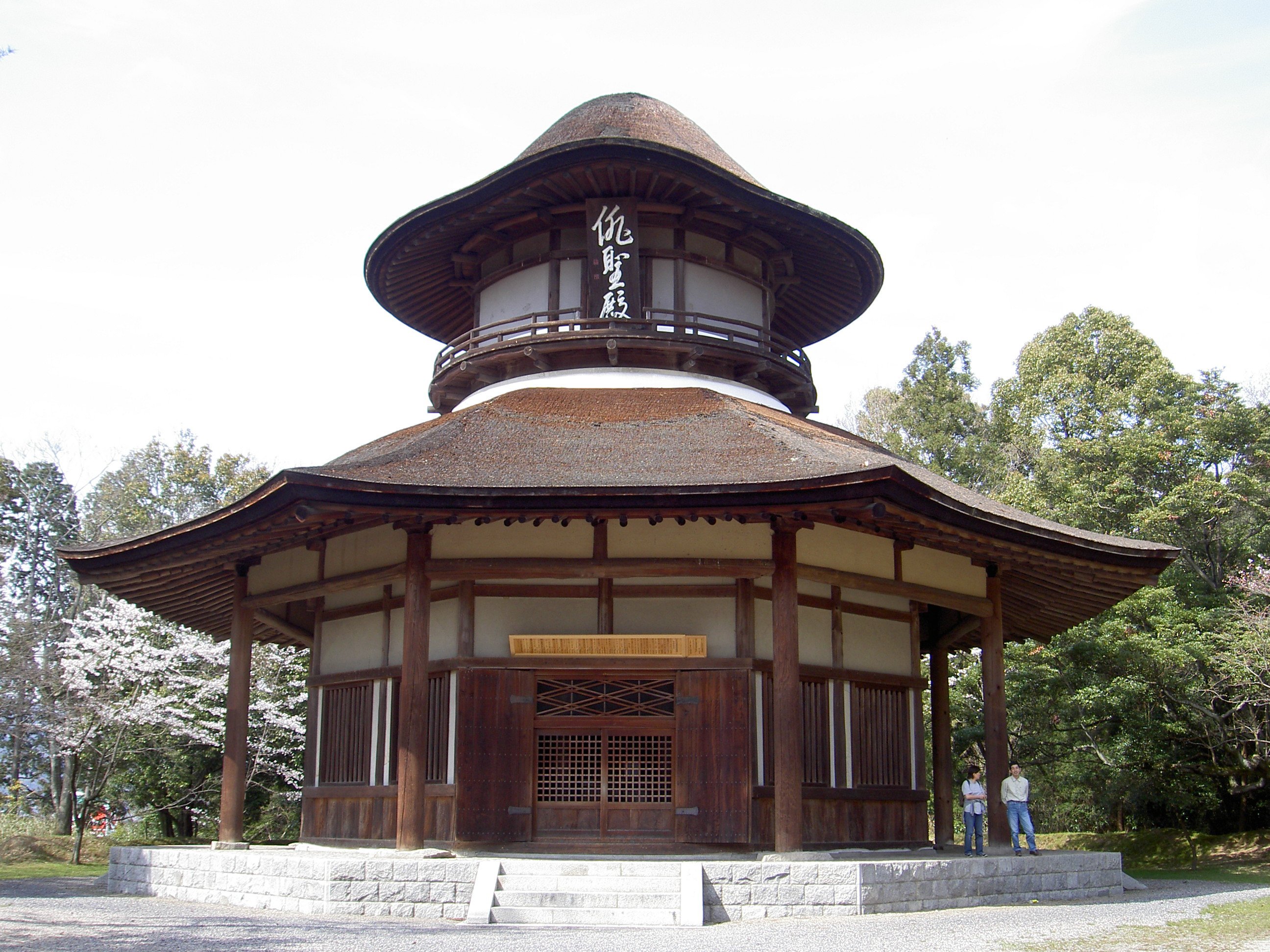
俳聖殿

俳聖殿（日语：／）是日本三重縣伊賀市為紀念松尾芭蕉誕生300周年而建造的木結構建築物。位於上野公園（伊賀上野城）内，1942年（昭和17年）由建築師伊東忠太設計建造。
外觀是川崎克想出，伊東忠太設計的，模仿的是松尾芭蕉旅行時的樣子。上層屋頂是斗笠、下部是臉、下層是蓑衣、大堂是脚部、回廊的柱子是拐杖和腳。下層八角形平面、上層為圓形平面、屋頂用檜皮葺建造。内部在芭蕉祭時會用俳句選句來裝飾。
2008年3月19日成為三重縣有形文化財產（建造物），2010年成為日本重要文化財產。

## 外部連結
- 伊賀市役所（俳聖殿）
- みんなで、守ろう!活かそう!三重の文化財（俳聖殿）[永久]

34°46′18.5″N 136°7′43.0″E / 34.771806°N 136.128611°E